# Бондаревка (Курская область)
Бондаревка — село в Суджанском районе Курской области. Входит в состав Замостянского сельсовета. Село делится на две части Бондаревка и Новая Бондаревка.

## География
Село находится на реке Смердица (приток Суджи), в 13,5 км от российско-украинской границы, в 84 км к юго-западу от Курска, в 5 км к востоку от районного центра — города Суджа, в 3,5 км от центра сельсовета — Замостье. Новая Бондаревка была построена недавно.
Улицы
В селе улицы: 70 лет Победы, Баграмяна, Василевского, Жукова, Рокоссовского, переулок Семеновский, Тимошенко, Черняховского.
Климат
Бондаревка, как и весь район, расположена в поясе умеренно континентального климата с тёплым летом и относительно тёплой зимой (Dfb в классификации Кёппена).
Инфраструктура
Церковь Митрофана Воронежского, водонапорная башня.
Дополнительно
Недалеко от села имеется выход к Суджанскому элеватору, к складу «Кумир», Суджанской нефтебазе и к топливному складу. Ближайшая остановка в посёлке Мирный «Площадка».

## Население
| 2002 | 2010 |
| ---- | ---- |
| 122  | ↘112 |

## Инфраструктура
Личное подсобное хозяйство. В селе 266 домов.

## Транспорт
Бондаревка находится в 3 км от автодороги регионального значения 38К-004 (Дьяконово — Суджа — граница с Украиной), в 0,5 км от автодороги 38К-028 (Обоянь — Суджа), в 3 км от автодороги межмуниципального значения 38Н-515 (38К-028 — Махновка — Плёхово — Уланок), на автодороге 38Н-614 (Суджа — Пушкарное с подъездом в п. Мирный), в 2 км от ближайшей ж/д станции Суджа (линия Льгов I — Подкосылев).
В 108 км от аэропорта имени В. Г. Шухова (недалеко от Белгорода).